# ABC-Abwehrtruppen der Schweizer Armee
Die ABC-Abwehrtruppen der Schweizer Armee schützen die zivile Bevölkerung der Schweiz vor atomaren, biologischen und chemischen Angriffen. Die Einsatzequipe VBS (EEVBS), bestehend aus Berufspersonal des Labors Spiez und des Kompetenzzentrums ABC-KAMIR, kann innert einer Stunde nach Alarmierung die lokalen Blaulichtorganisationen und Behörden bei der Bewältigung eines ABC-Ereignisses unterstützen. Die Miliz-ABC-Abwehrtruppen können innert 12 Stunden in Spiez einrücken und zur Verfügung stehen.

## Gliederung
Die ABC-Abwehrtruppen sind dem Lehrverband Genie/Rettung/ABC angegliedert und bestehen aus verschiedenen Verbänden und folgen dem Prinzip der abgestuften Bereitschaft:
Kompetenzzentrum ABC-KAMIR
Das Kompetenzzentrum ABC-KAMIR (atomar, biologisch, chemisch, Kampfmittelbeseitigung und Minenräumung) ist in Spiez stationiert und leitet die ABC-Abwehr und das Kommando KAMIR.
Kommando KAMIR
Das Kommando betreibt in der Schweiz die Nationale Blindgängermeldezentrale (BMZ), halten sich für militärische Kampfmittelbeseitigungseinsätze (z. B. Minenräumung) bereit.
ABC-Abwehrschule 77
Sie sind für die Grundausbildung aller Soldaten und Kader der ABC-Abwehrtruppen zuständig. Das Kommando bildet die ABC-Aufklärungssoldaten, die ABC-Nachweissoldaten SIBCRA, die nukleare, biologische und chemische Laborspezialisten sowie die ABC-Dekontaminationssoldaten aus. Seit neuem werden in Spiez auch Übermittlungssoldaten ausgebildet.
Zusätzlich zu den Rekrutenschulen ist der Lehrgang ABC-Abwehrtruppen auch für die fachtechnische Ausbildung aller Kader der ABC-Abwehrtruppen, aller ABC-Spezialisten der Schweizer Armee, aller ABC-Ausbildner der verschiedenen Truppengattungen, aller ABC-Spezialisten des Sicherheitsverbundes Schweiz sowie ausländische Teilnehmer im Rahmen internationaler Abkommen verantwortlich.
ABC-Abwehrbataillon 10
Die Militärs erbringen Leistungen in den Bereichen ABC-Aufklärung, und -Eingrenzung und mobiler ABC-Nachweis. Ausserdem können Proben entnommen und vor Ort im mobilen ABC-Nachweis analysiert werden. Eine weitere Aufgabe dieses Verbandes ist das Dekontaminieren von Personen, Patienten, Material und Fahrzeugen.
Die ABC-Aufklärer setzen den Mowag Piranha IIIC ABC-Aufklärungsfahrzeug ein, der bis zu 24 Stunden von einer vier Mann starken Besatzung autonom betrieben werden kann.
ABC-Abwehrlabor 1
Kernkompetenz ist der forensische Nachweis, also die definitive Verifikation und die Quantifizierung einer ABC-Freisetzung. Zudem können folgende Leistungen erbracht werden: Einsatz als Referenzlabor, Langzeit-Prognose und Ausbreitungsberechnung, Sicherung der Durchhaltefähigkeit, z. B. im Bereich des Konferenzschutzes, Beratung von Truppen und zivilen Behörden.
ABC-Abwehr-Einsatzkompanie
Die ABC-Abwehr-Einsatzkompanie ist mit den Kompetenzen ABC-Probennahme, A-Aufklärung (Radiometriemessungen am Boden und in der Luft), ABC-Personendekontamination, ABC-Patientendekontamination bereit, die Organisation rasch abzulösen und Aufträge zu übernehmen, das Leistungsspektrum der Einsatzequipe VBS (EEVBS) mit zusätzlichen Fähigkeiten zu ergänzen sowie Ressourcen einzusetzen für Ereignisse grösserer Ausdehnung.

## Ausbildung
Die Rekruten werden ab Start der RS in zwei Kompanien aufgeteilt, welche in Spiez und Aeschi stationiert sind. Die Rekrutenschule dauert 18 Wochen und ist in fünf Phasen gegliedert: Allgemeine Grundausbildung (AGA), erweiterte Grundausbildung (EGA), funktionsbezogene Grundausbildung (FGA) und Verbandsausbildung (VBA). Die AGA und die EGA dauern zusammen sechs Wochen und finden schwergewichtig am Standort Spiez statt. Einzelne Ausbildungssequenzen können auch auf dem Waffenplatz Thun oder anderen Aussenstandorten stattfinden. Nach der soldatischen Grundausbildung beginnt die 8-wöchige Fachgrundausbildung. Anschliessend bezieht die Rekrutenschule für drei Wochen den Verlegungsstandort im Raum Oberaargau und kehrt für die Wiedererstellung der Einsatzbereitschaft des Materials im Ausbildungsdienst (WEMA) nach Spiez zurück.